# Apotoforma uncifera
Apotoforma uncifera is een vlinder uit de familie bladrollers (Tortricidae). De wetenschappelijke naam is voor het eerst geldig gepubliceerd in 1964 door Razowski.
De soort komt voor in tropisch Afrika.